# Avtocesta A4
Avtocesta A4 (Podravska avtocesta) je avtocesta od avtocestnega razcepa Slivnica proti ukinjenemu mejnemu prehodu Gruškovje na meji z Republiko Hrvaško. Na hrvaški strani se nadaljuje po avtocesti A2 proti Zagrebu.
Avtocesta A4 je sestavni del evropske poti E59.

## Gradnja

### Odsek Slivnica–Draženci
Odsek, sproščen v promet v juliju 2009, se začne v razcepu Slivnica, kjer se odcepi od avtoceste A1. V nadaljevanju poteka južno od mariborskega letališča, mimo Rač, po Dravskem polju in mestoma tik ob kanalu hidroelektrarn SD-1. Od tu dalje se mimo naselij Gerečja vas in Kungota pri Ptuju spusti do Hajdine pri Ptuju, kjer s priključkom za Ptuj prečka glavno cesto G1-2, poteka preko viadukta za železniško progo Pragersko–Ormož in do razcepa Draženci, kjer se je pred izgradnjo naslednjega odseka avtocesta končala in nadaljevala kot glavna cesta G1-9.

### Odsek Draženci–Gruškovje
Odsek Draženci–Gruškovje poteka po trasi nekdanje glavne ceste G1-9. Za ta odsek se je v letih 2011–2012 izdelal projekt za pridobitev gradbenega dovoljenja in odkupujejo zemljišča v skladu s sprejetim državnim lokacijskim načrtom. Gradnja odseka je potekala v dveh etapah. Gradnja prve etape Draženci–Podlehnik, dolge 7,3 km, se je pričela julija 2015 in je trajala do novembra 2017, hkrati pa so pričela dela na uvodnih delih druge etape. 
Pogodba za drugo etapo avtoceste od Podlehnika do MMP Gruškovje je bila podpisana 25. 4. 2016. Dars je 30. 11. 2018 predal prometu še zadnji, 5,8 kilometra dolg odsek avtoceste od Podlehnika do Gruškovja. Poleg avtoceste je urejena tudi celotna infrastruktura v širšem območju, vključno z novo povezovalno cesto, ki bo prebivalcem okoliških naselij znatno izboljšala življenjske pogoje. Vrednost izvedbe zadnjega odseka je 240 milijonov evrov, 66 milijonov tega denarja pa je Dars dobil iz virov EU.

## Značilnosti
Avtocesta A4 je zgrajena kot štiripasovna avtocesta z ločenimi smernimi vozišči in odstavnim pasom. Celoten prečni prerez znaša 26,20 m in sicer dva vozna pasova širine 3,75 m, dva prehitevalna pasova širine 3,75 m, dva robna pasova širine 0,50 m, dva odstavna pasova širine 2,50 m, ločilni pas širine 3,2 m in dve bankini širine 1 m. Ker poteka po pretežno ravninskem terenu, je večina križanj z drugimi cestami z nadvozi.
Na avtocesti sta urejena dva obojestranska oskrbna centra z bencinskim servisom, bifejem in parkiriščem.
Na tem odseku sta bili zgrajeni tudi cestninski postaji Prepolje zahod in Prepolje vzhod, namenjeni cestninjenju vozil, težjih od 3,5 t, in avtobusov. Cestninska postaja je bila zgrajena tako, da je bil omogočen prost promet osebnih vozil z vinjetami, ostala vozila pa so morala skozi ločeno cestninsko postajo in plačati cestnino. Ob uvedbi elektronskega cestninjenja za tovorna vozila, sta bili odstranjeni.
Za dobro povezanost z ostalimi cestami in naselji so zgrajeni priključki Letališče Maribor, Marjeta, Zlatoličje, Hajdina, Lancova vas, Podlehnik in Zakl, preko razcepa Draženci pa poteka tudi navezava na glavno cesto G1-2 Ptuj–Ormož. 

## Objekti
Na 33,4 km dolgi avtocesti so bili zgrajeni naslednji premostitveni objekti:
- 18 mostov
- 24 nadvozov
- 9 podvozov
- 5 viaduktov (1 viadukt dolžine 286 m v Slivnici, 2 čez železnico v Hajdini dolžine 281 m desni in 281 levi ter 2 pred predorom Log, oba dolžine 85 m)

Ker je avtocesta med Draženci in Gruškovjem povozila obstoječo glavno cesto, je bila v sklopu njene izgradnje zgrajena tudi vzporedna lokalna cesta v dolžini 13,9 km.

## Mednarodni mejni prehod Gruškovje
V trasi bodoče avtoceste je bil spomladi leta 2003 zgrajen mednarodni mejni prehod Gruškovje, kar je bil pogoj za vstop Slovenije v Schengenski prostor, leta 2009 pa tudi odsek avtoceste do mejne črte z Republiko Hrvaško, kjer se ta pri Maclju naveže na hrvaško avtocestno omrežje. V območju mejnega prehoda sta poleg objektov za mejno kontrolo in fitosanitarno ter veterinarsko kontrolo, zgrajena tudi 2 nadvoza z deviacijo bodoče regionalne ceste.
Z vstopom Hrvaške 1. Januarja 2023 v skupno schengensko območje je bila mejna kontrola po 32. letih ukinjena.